# قنبرة الماء
قنبرة الماء (الاسم العلمي: Arenaria) (بالإنجليزية: Turnstone)‏ هو طائر صغير مخوض، من فصيلة الطياطي. وهي ترتبط ارتباطا وثيقا بطيور الدريجة الطيطوي ويمكن اعتبارها أحد أعضاء قبيلة الدريجاوات.
تمر قنبرة الماء فوق الأراضي العمانية في رحلتها الطويلة التي تتنقل خلالها ما بين سيبريا وشمال أفريقيا مرتين في السنة. وأفضل وقت للتمتع بأنواعها ذات الألوان الزاهية المتعددة هو مستهل فصل الخريف حين تكون لا تزال محتفظة بريشها الذي يكسوها في مرحلة التكاثر. اسمها في اللغة الإنجليزية الذي يترجم حرفياً إلى قلاب الصخور مشتق من أسلوبها المميز في البحث عن الغذاء حيث تقوم بقلب الصخور المنتشرة على الشاطئ بحثاً عن الكائنات البحرية الصغيرة القشرية كالروبيان وخلافه.

## اقرأ أيضا
- تطور الطيور
- النحام الكبير فنتير
- البلشون الرمادي
- أبو قردان (بلشون البقر)
- بلشون الصخر
- أبوملعقة
- الحذف الشتوي (بطة)

## وصلات خارجية
- الحيوان البري في البلاد العربية من الموسوعة العربية العالمية
- موقع طيور الكويت فيه صور لطائر الهدهد في الكويت وغيره من الطيور